# 지하자원
지하자원(地下資源, underground resources)은 땅 아래에 묻힌 자원을 가리킨다.
지각에는 석유·석탄·금속광물 등의 갖가지 지하자원이 포함되어 있다. 인간은 생활의 도구로서 석기·철기·동기·경금속기를 차례로 개발 사용해 왔으며, 또 연료로서는 석유·석탄을 개발하였고 오늘날에는 방사능 광물에 의한 원자 연료의 개발에 이르고 있다. 말하자면 인간의 역사는 지하자원의 개발사와 함께 발전하고 있다.  지하자원의 개발에는 지각을 이루는 암석의 종류·분포나 그 구조를 알 필요가 있다. 그러기 위해 지표의 지질을 조사하여 지질도(地質圖)를 작성하기도 하고, 땅속 암석을 직접 채집하여 조사하기도 한다. 또한 암석의 밀도·전류에 대한 저항도·자성 등을 이용한 지진탐사법·전기탐사법·자력(磁力)탐사법 등을 실시하는 수도 있다. 이 밖에 방사능 탐사법이나 기타의 화학적 성질을 대상으로 한 화학 탐사법도 있다.  지하자원을 개발하고 있는 곳을 광산(鑛山)이라 한다. 때로 광상(鑛床)이 지표에 넓게 노출되어 있을 경우에는 노천굴(露天掘)을 하지만 지질구조가 복잡한 지역에서는 대부분의 광산은 땅 속으로 굴을 파서 채굴하고 있다.